# Athabasca (popor)

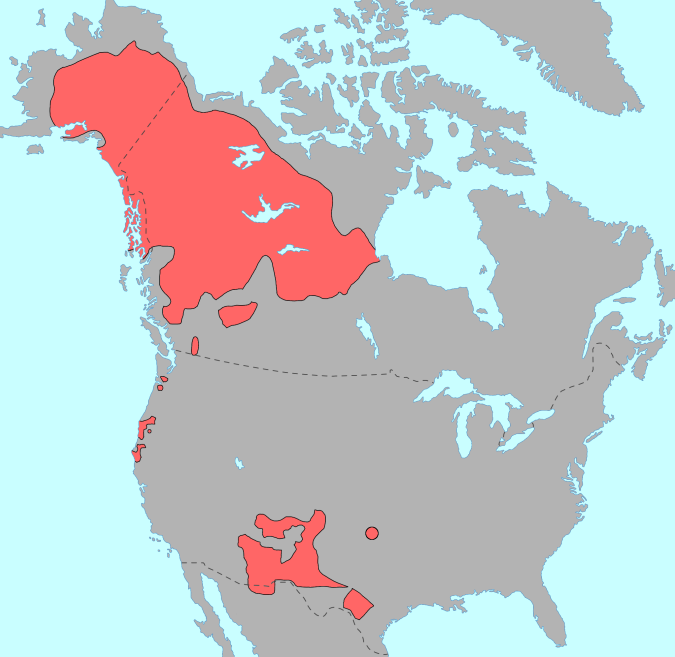
Arealul geografic ocupat de athabasci
Athabascii: - de Nord - de Coastă - de Sud

Athabasca sau Athabaska, Athapaska, este un popor amerindian care trăiește în Canada și Alaska, ei provenind din neamul Chipewyan. Istoria athabascilor este puțin cunoscută; poporul a devenit mai cunoscut prin anii 1900. Informațiile despre ei sunt, în comparație cu alte popoare amerindiene, mult mai puține. În anul 1908 sosește în Canada antropologul Robert H. Lowie și începe să le studieze modul de viață, încearcând să reconstruiască trecutul lor. Significant este faptul că Lowie reușește să descopere numai legendele lor, el spunând că aceasta a fost perioada cea mai sterilă a carierei sale.

## În prezent
Numai o mică parte a lor trăiește în rezervații, cea mai mare parte fiind integrați ca cetățeni ai statului unde locuiesc. Mai există un număr mare de sate unde trăiesc în majoritate athabasci, drepturile lor sociale ca amerindieni sunt limitate; legile cu privire la drepturile lor fiind cuprinse în „Native Corporations”. 
Există două forme de scriere a lor care sunt destul de greu de diferențiat în alte limbi.